# Romeo Benetti
Romeo Benetti (* 20. Oktober 1945 in Albaredo d’Adige (VR)) ist ein ehemaliger italienischer Fußballspieler.

## Karriere
Der zentrale Mittelfeldspieler Benetti kam 1968 in die Serie A zu Juventus Turin, konnte bei Juve jedoch zunächst nicht Fuß fassen und wechselte für eine Saison zu Sampdoria Genua, um dann in der Saison 1970/71 beim AC Mailand den Durchbruch zu schaffen. Am 25. September 1971 gab er auch sein Debüt in der italienischen Nationalmannschaft, wo er schnell zum Stammspieler wurde. 1973 gewann er mit Milan den Europapokal der Pokalsieger. Ein Jahr später gehörte er zum Kader der Italiener bei der Fußball-Weltmeisterschaft 1974 in Deutschland (drei Einsätze/ein Tor).
1976 suchte Juventus Turin einen Ersatz für Fabio Capello und fand ihn in Romeo Benetti. Mit Juventus wurde Benetti 1977 und 1978 zweimal italienischer Meister, bei der Fußball-Weltmeisterschaft 1978 in Argentinien wurde er mit Italien Vierter (6 Einsätze/ein Tor). 1979 wechselte er zum Ausklang seiner Karriere zum AS Rom. Bei der Europameisterschaft 1980 im eigenen Land wurde er Vierter und bestritt alle 4 Spiele. Für die Nationalmannschaft bestritt er insgesamt 55 Länderspiele.